# Meer van Neufchâteau
Het Meer van Neufchâteau is een Belgisch stuwmeer op het beekje Ruisseau de Neufchâteau, een zijriviertje van de Vierre. Het meer ligt op het grondgebied van de stad en gemeente Neufchâteau en heeft een oppervlakte van 6 hectare (of 0,06 km²).
De dam werd aangelegd in 1958. Het U-vormig meer is een toeristische trekpleister voor watersporters. Men kan er windsurfen, kajak varen, waterfietsen, zwemmen en sportvissen. Aan de oevers van het meer vind je enkele campings. Tussen Neufchâteau en Grapfontaine volgt de N85 kort de oevers van dit meer.